# Viktor Nyikolajevics Tyumenyev
Viktor Nyikolajevics Tyumenyev, oroszul: Виктор Николаевич Тюменев (Moszkva, 1957. június 1. – Moszkva, 2018. augusztus 2.) olimpiai és háromszoros világbajnok szovjet válogatott orosz jégkorongozó.

## Pályafutása
Az 1984-es szarajevói olimpián aranyérmes lett a szovjet válogatott tagjaként. 1982-ben, 1986-ban és 1990-ben világbajnok, 1985-ben világbajnoki bronzérmes volt a szovjet csapattal.

## Sikerei, díjai
- Olimpiai játékok
  - aranyérmes: 1984, Szarajevó
- Világbajnokság
  - aranyérmes (3): 1982, 1986, 1990
  - bronzérmes: 1985